# 登野城尖閣
登野城尖閣（とのしろせんかく）は、日本の沖縄県石垣市の字。尖閣諸島全域を字域とする。郵便番号907-0031。

## 地理
八重山列島の北方約90海里、台湾島の北東方約120海里の東シナ海上に位置する尖閣諸島の全域が属する。2012年9月以来、久場島以外の島が国有地となっており、海上保安庁が管理を行っている。また、全島が無人島であり、上陸する者がたびたび現れるが、定住人口は0人である。
尖閣諸島の各島には、次の地番が割り振られている。
- 2390番地 - 南小島
- 2391番地 - 北小島
- 2392番地 - 魚釣島
- 2393番地 - 久場島
- 2394番地 - 大正島[5]

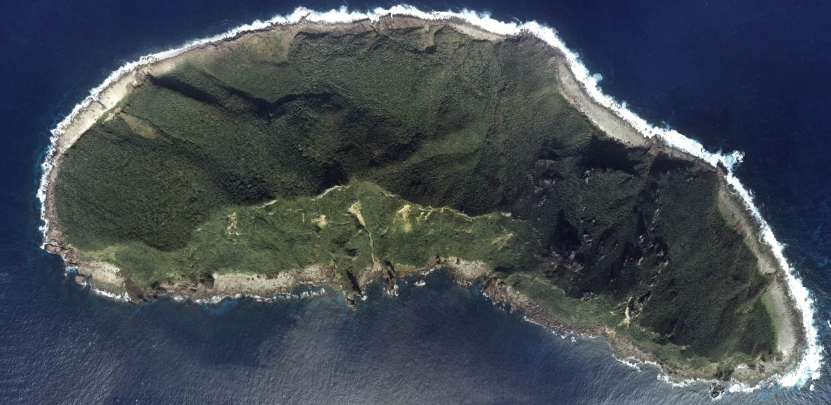
魚釣島
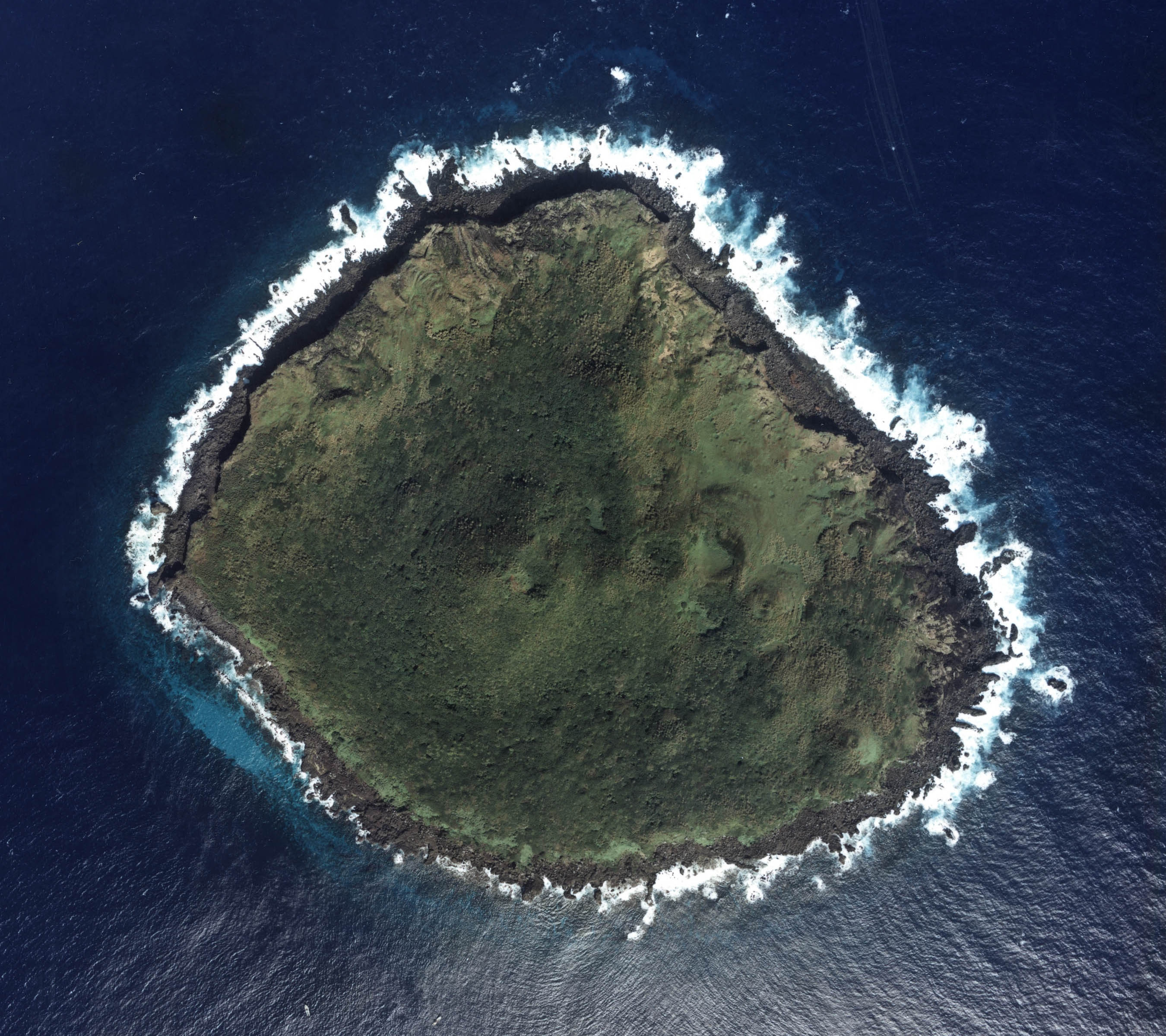
久場島
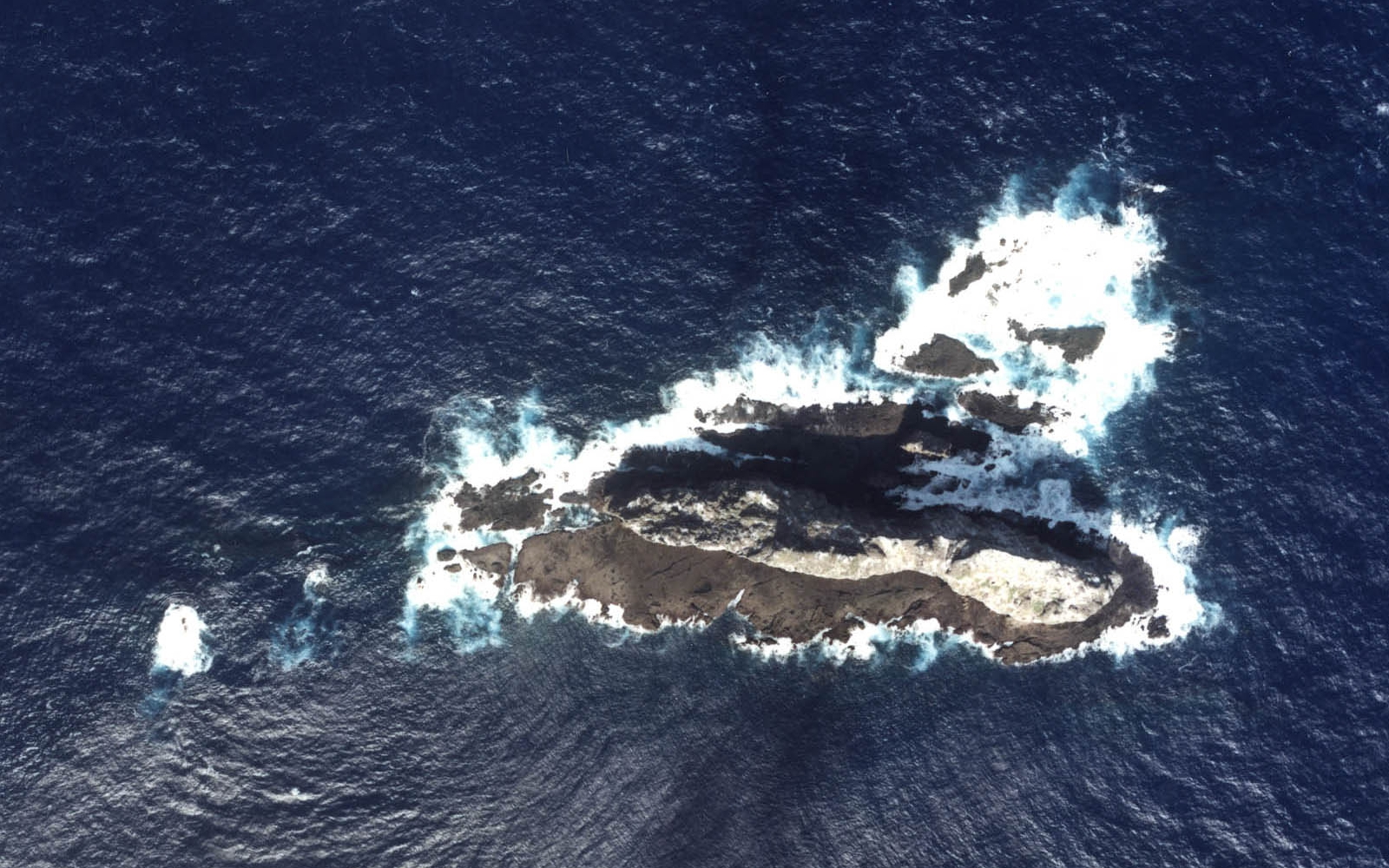
大正島
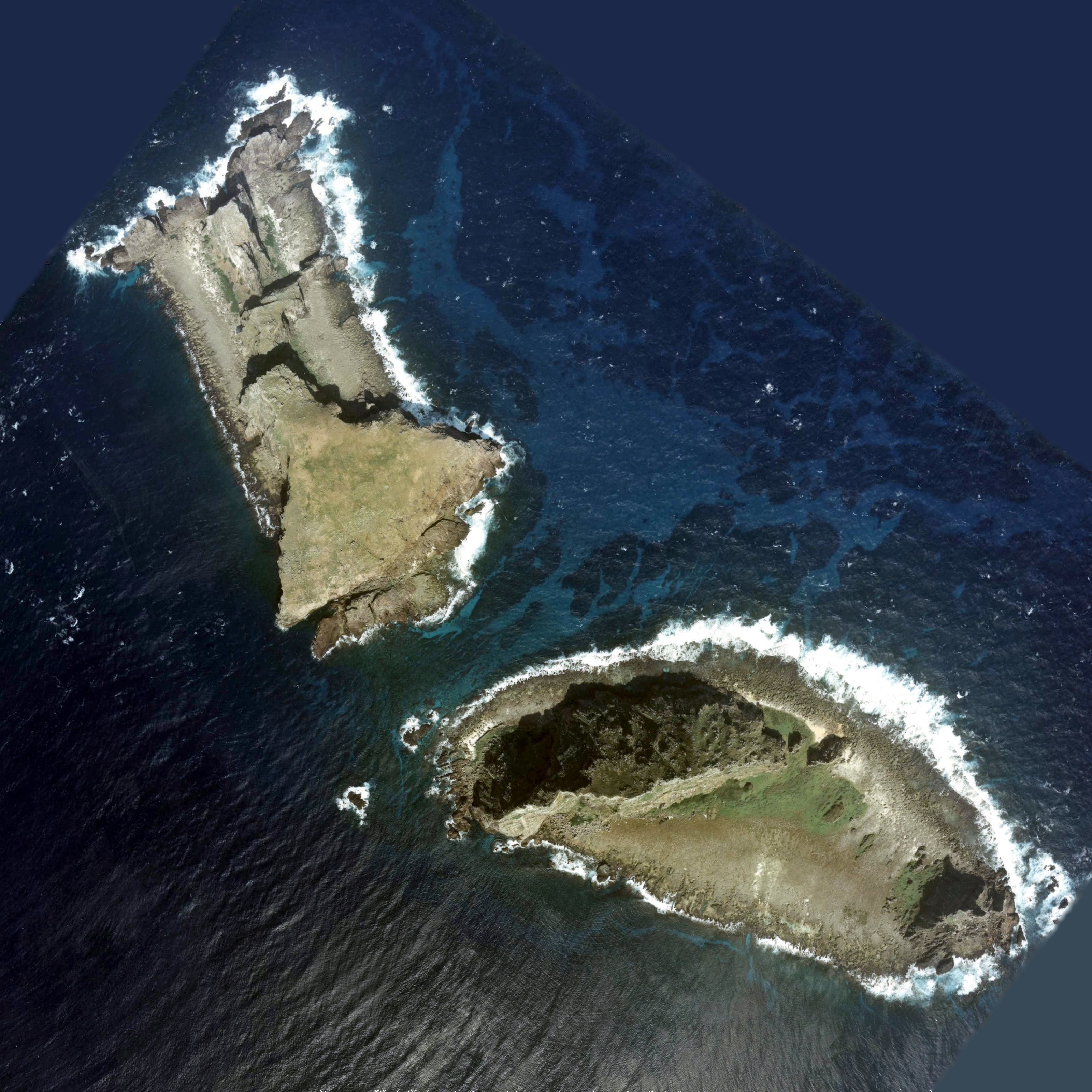
北小島と南小島
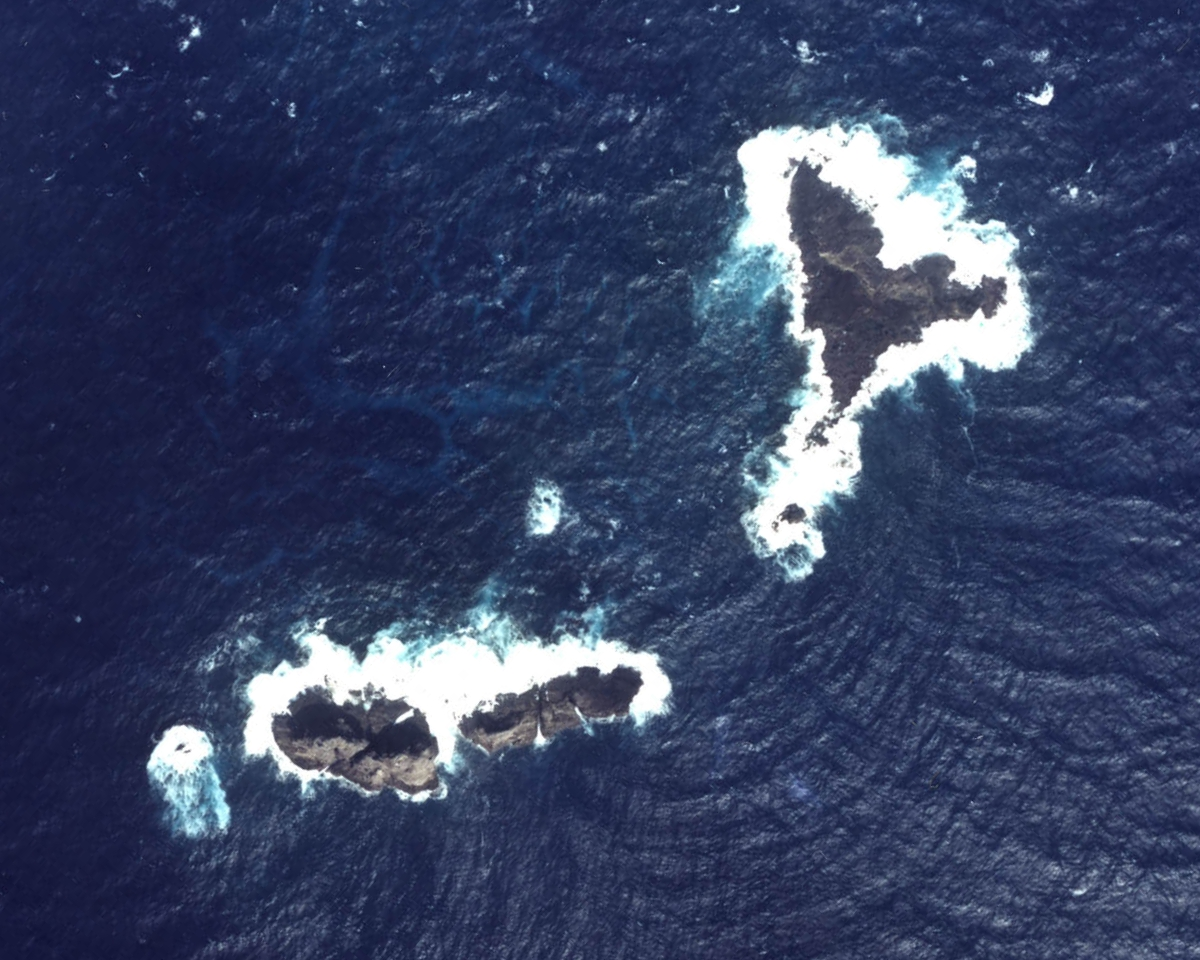
沖の北岩
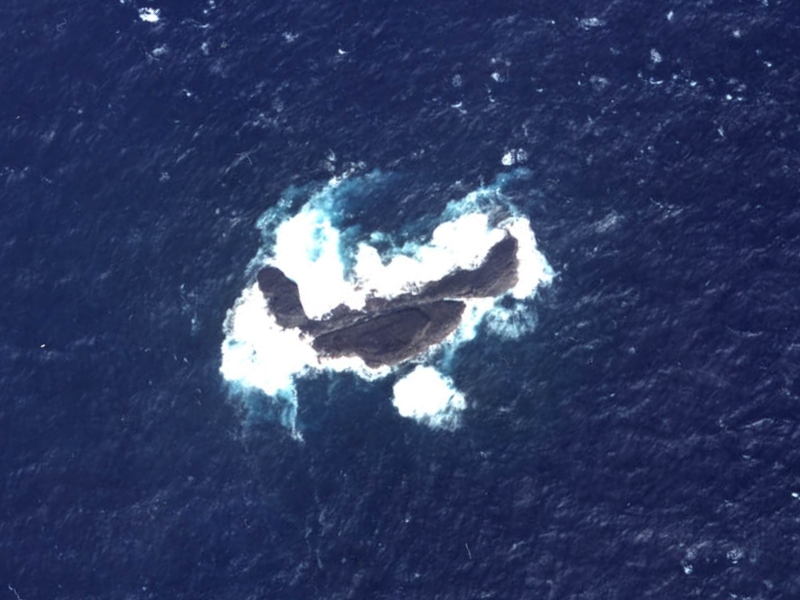
沖の南岩
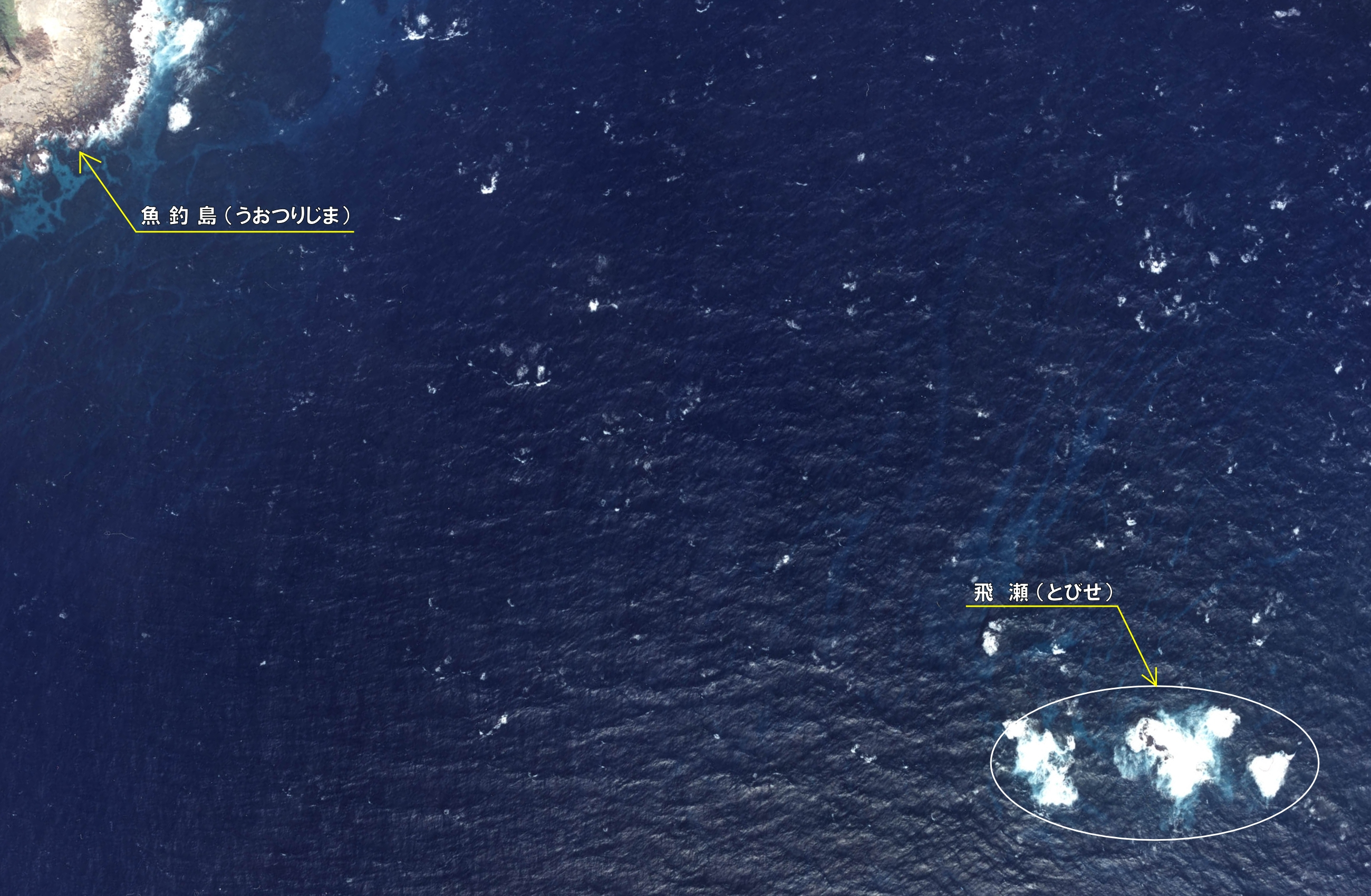
飛瀬

## 歴史

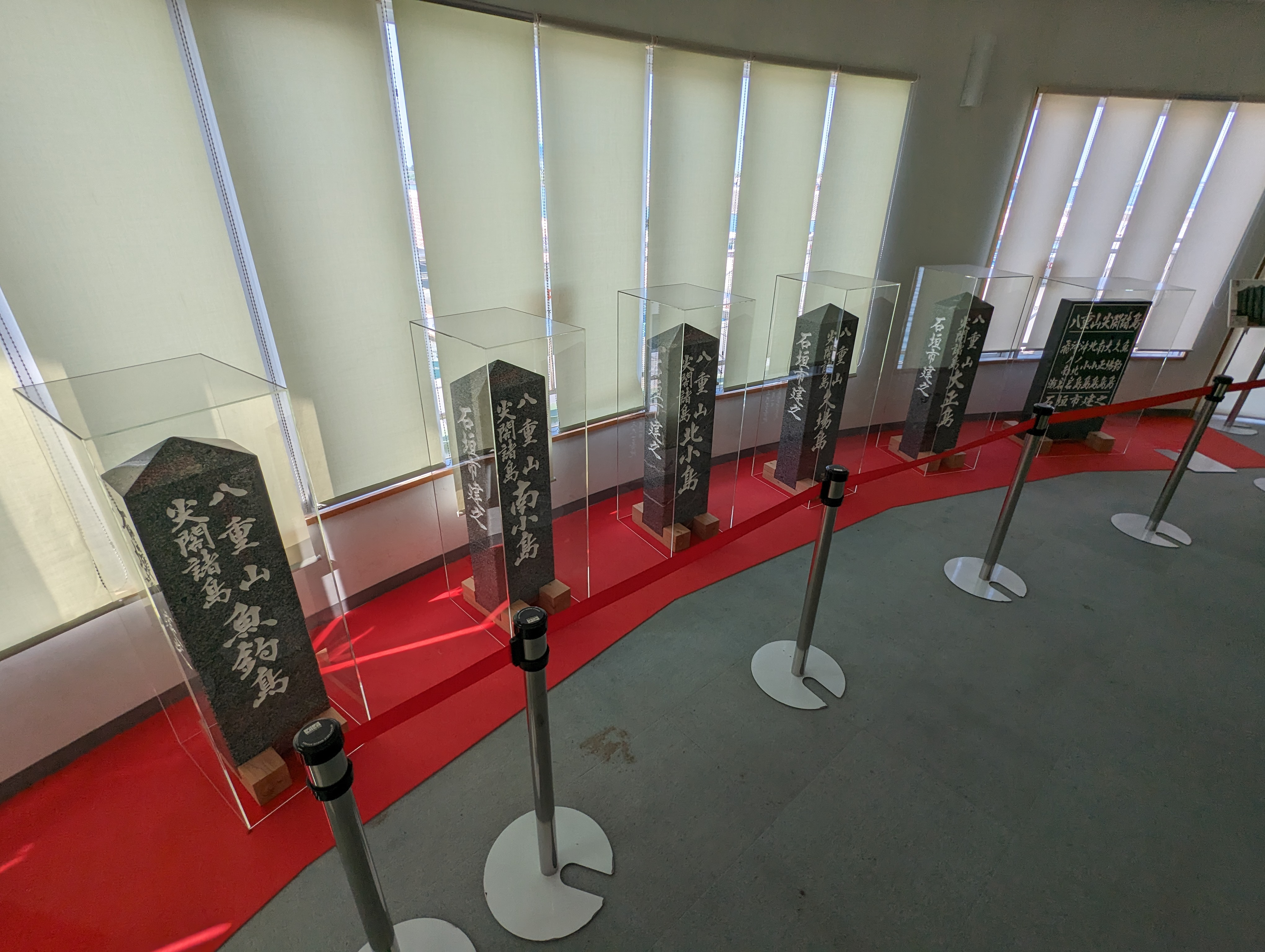
石垣港離島ターミナル内の尖閣諸島情報発信センターに展示中の尖閣諸島行政標柱

### 日本への編入
日本政府は1885年（明治18年）より尖閣諸島の島々について領有権の調査を開始。清の領有権が及んでいないことなどが確認できたため、1895年（明治28年）1月14日に現地に標杭を建設することなどを閣議決定し、日本領に編入した。1896年（明治29年）に八重山郡に編入され、1903年（明治36年）に登野城村の一部とされて地番が付された。1908年（明治41年）の島嶼町村制の施行に伴い八重山郡に発足した八重山村の字「登野城」に属することなり、登野城は1914年（大正3年）に八重山村が分割されると石垣村の一部となった。

### アメリカ統治下
1945年（昭和20年）、第2次世界大戦で日本が敗北しアメリカ合衆国は沖縄県を占領。1946年（昭和21年）7月に発行された琉球列島米国軍政府による活動報告書第1号を皮切りに、アメリカは一貫して尖閣諸島が琉球列島に含まれる旨を関連布告等で示した。1947年（昭和22年）に石垣町が市制施行して石垣市となり、尖閣諸島も字登野城が属する石垣市の一部となり、2390番地から2394番地が割り当てられた。1952年（昭和27年）の日本国との平和条約（サンフランシスコ講和条約）により正式にアメリカの施政下に置かれた。

### 日本復帰と国有化
1972年（昭和47年）5月15日に沖縄県が日本に復帰し、尖閣諸島もその中に含まれた。2012年（平成24年）には尖閣諸島のうち民間人が保有していた3島（魚釣島、北小島、南小島）を日本政府が20億5千万円で買い上げ、国有地とした。

### 登野城尖閣への字名変更
2015年（平成27年）9月に尖閣諸島の字を「登野城」から「登野城尖閣」に変更する陳情書が石垣市に提出され、翌年より市議会で審議を開始。2017年（平成29年）9月、石垣市の中山義隆市長が定例市議会において字名を変更する議案を上程すると発言。その後、11月末になって石垣市は翌月の定例市議会に方針を固めたが、国との調整が必要であることを理由に翌年以降に先送りした。その後、2019年（平成31年）3月の市議会では市側から当面見送るとの方針が示された。
2020年（令和2年）6月9日に字名を改める議案が市議会に提出された。石垣市の事務手続きにおいて、尖閣諸島と石垣島内の登野城地域を混同した事例があったことから、両者を区別して行政事務を効率化することが議案提出の理由であった。議案は6月22日の市議会で賛成13、反対8票の賛成多数で可決・成立。同年10月1日に尖閣諸島の字名が登野城から登野城尖閣へと改名され、郵便番号は907-0031が割り振られた。なお字名変更に伴い番地は変更されていない。

## 本籍
尖閣諸島には、字名が登野城であった頃から、北海道の北方領土や島根県隠岐郡隠岐の島町の竹島と同様に、一定数の日本人が本籍を置いている。2011年の報道では約20名が本籍を置いていたが、2012年2月には41名に倍増している。